# Астероїди групи Гільди

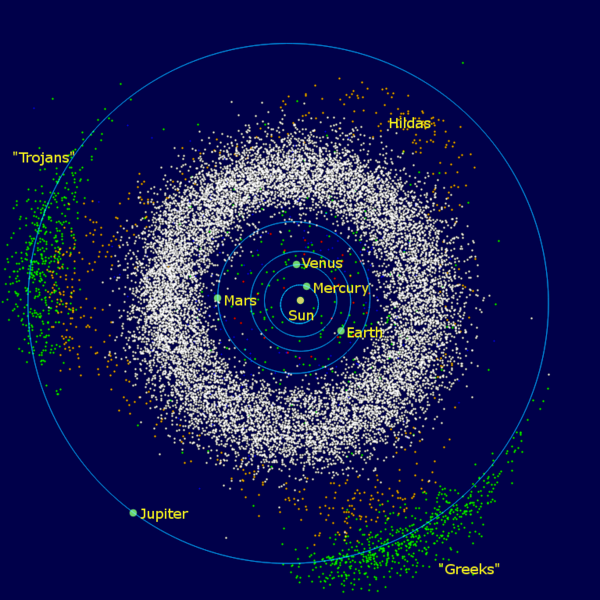
Астероїди внутрішньої Сонячної системи і Юпітер. Група Гільди розташована між поясом астероїдів і орбітою Юпітера.

Астероїди групи Гільди — динамічна група з понад 5000 астероїдів, розташованих за межами поясу астероїдів, але в межах орбіти Юпітера, в орбітальному резонансі з Юпітером 3:2. Група названа на честь астероїда 153 Гільда.
Астероїди групи Гільди рухаються по орбітах таким чином, що вони наближаються до орбіти Юпітера (тобто до свого афелію) саме тоді, коли туди прибуває одна з точок Лагранжа Юпітера — L5, L4 або L3. В наступному афелії астероїд проходить повз наступну точку Лагранжа в послідовності L5 — L4 — L3. Оскільки L5, L4 і L3 віддалені один від одного на 120°, до того часу, коли астероїди групи Гільди завершить оберт по орбіті, Юпітер завершить 360° − 120° або дві третини власної орбіти. Орбіти астероїдів групи Гільди мають велику піввісь між 3,7 і 4,2 астрономічними одиницями (середнє за довгий проміжок часу становить 3,97), ексцентриситет менше 0,3 і нахил менше 20°. У групі Гільди існують дві сім'ї астероїдів: сім'я Гільди та сім'я Шубарта (остання названа на честь астероїда 1911 Шубарт).
Кольори поверхні астероїдів групи Гільди часто відповідають D-типу та P-типу з низьким альбедо, однак невелика частина є C-типом. Астероїди типів D і P мають мінералогію, подібну до кометних ядер, і, ймовірно, мають з ними спільне походження.

## Динаміка

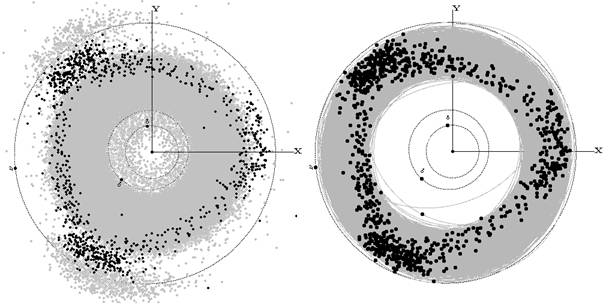
Мал. 1: Трикутник астероїдів групи Гільди на тлі всіх відомих астероїдів в межах орбіти Юпітера.
Малюнок 2: Розташування астероїдів групи Гільди на фоні їхніх орбіт.

Астероїди групи Гільди знаходяться в орбітальному резонансі 3:2 з Юпітером. Тобто їх орбітальні періоди становлять 2/3 орбітального періоду Юпітера. Вони рухаються по орбітах з великою піввіссю близько 4,0 а.о. і помірними значеннями ексцентриситету (до 0,3) і нахилу (до 20°). На відміну від троянців Юпітера, вони можуть мати будь-яку різницю в довготі з Юпітером, тим не менш уникаючи небезпечних наближень до планети.
Астероїди групи Гільди разом складають рухомий трикутник з трохи опуклими сторонами та зрізаними вершинами в трикутних точках либрації Юпітера — «трикутник Гільди». Потік астероїдів вздовж сторін цього трикутника має ширину близько 1 астрономічної одиниці, а в вершинах це значення на 20–40 % більше.
На рисунку 1 показано положення астероїдів групи Гільди (чорний) на тлі всіх відомих астероїдів (сірий) в межах орбіти Юпітера на 1 січня 2005 року.
Рисунок 2 зображує позиції астероїдів групи Гільди (чорний) на фоні їхніх орбіт (сірий). Кожен з астероїдів групи Гільди рухається по своїй еліптичній орбіті. Однак у будь-який момент астероїди групи Гільди разом утворюють трикутну конфігурацію, хоч всі орбіти разом і утворюють просто кільце. Трикутник Гільди є динамічно стабільним протягом тривалого періоду часу. 
Типовий астероїд групи Гільди має ретроградний перигелійний рух. У середньому швидкість руху в перигелії більша, коли ексцентриситет орбіти менший, а вузли рухаються повільніше. Здавалося б, усі типові об'єкти в афелії наближаються близько до Юпітера, що має дестабілізувати їх, але зміна елементів орбіти з часом перешкоджає цьому, і з'єднання з Юпітером відбуваються лише поблизу перигелію астероїдів групи Гільди. Крім того, лінія апсид коливається поблизу лінії з'єднання з різною амплітудою і періодом 2,5-3,0 століття.
Окрім того, що трикутник Гільди обертається синхронно з Юпітером, щільність астероїдів у потоці демонструє квазіперіодичні хвилі. У будь-який час щільність об'єктів у вершинах трикутника більш ніж удвічі перевищує щільність усередині сторін. Астероїди групи Гільди «пригальмовують» в афелії, близько вершин трикутника, і прискорюються в перигелії, на його сторонах. Орбітальний період цих астероїдів становить близько 7,9 року, або дві третини періоду обертання Юпітера.
Хоча трикутник майже рівносторонній, існує певна асиметрія. Через ексцентриситет орбіти Юпітера сторона L4 — L5 трохи відрізняється від двох інших сторін. Коли Юпітер знаходиться в афелії, середня швидкість об'єктів, що рухаються вздовж цієї сторони, дещо менша, ніж у об'єктів, що рухаються вздовж двох інших сторін. Коли Юпітер знаходиться в перигелії, вірно протилежне.
У вершинах трикутника, що відповідають точкам L4 і L5 орбіти Юпітера, астероїди групи Гільди наближаються до троянців. На середніх сторонах трикутника вони близькі до астероїдів зовнішньої частини поясу астероїдів. Розкид швидкості астероїди групи Гільди більший, ніж у троянців, у регіонах, де вони перетинаються. Розкид троянців у нахилі вдвічі більший, ніж у астероїдів групи Гільди. Через це аж чверть троянців не можуть перетинатися з астероїдами групи Гільди, і в будь-який час багато троянців знаходяться поза орбітою Юпітера. Тому області перетину обмежені. Це показано на малюнку нижче, який зображує астероїди групи Гільди (чорним) і троянців (сірим) в площині екліптики.